# Весняне полювання
Весняне полювання — різновид аматорського (спортивного) полювання, яке проводиться навесні (березень-квітень) на качок (самців), гусей, вальдшнепів, глухарів і тетеревів.

## Правові аспекти
Весняне полювання на птахів, як таке що завдає величезну екологічну шкоду, закрите у всіх країнах Європи крім Мальти, Росії та Білорусі. Також закрите воно в США і Канаді. В Україні весняне полювання було закрито з 1926 р. по 2000 р. і потім повторно з 2004 р. закрито Законом України «Про мисливське господарство та полювання». Заборонене також весняне полювання на птахів і Законом України «Про захист тварин від жорстокого поводження». Весняне полювання заборонене міжнародною Угодою про збереження афро-євразійських мігруючих водно-болотних птахів, а також Конвенцією про охорону дикої флори та фауни і природне середовище існування в Європі (Бернська конвенція) (обидва ці документи ратифіковані Україною).

## Екологічні аспекти
Весняне полювання завдає величезної шкоди птахам і природі, яка виражається в наступному:
1. Весняне полювання викликає розбиття пар у качок і гусей (гуси взагалі мають постійні пари), внаслідок чого знижується успішність розмноження цих птахів.
2. Різко зростає фактор занепокоєння в період, коли в природі відбувається розмноження птахів і звірів.
3. Різке посилення браконьєрства, так як під виглядом весняного полювання на птахів браконьєри відстрілюють і інші види тварин.
4. Відстріл червонокнижних видів гусей і качок[1][6][7][8].

## Етичні аспекти
1. Стріляти птахів під час розмноження аморально.
2. Розбиття пар гусей з причини весняного полювання веде до страждань пташки, що залишилася.
3. Весняне полювання порушує права птахів на життя, свободу, відтворення.
4. Весняне полювання сприяє вихованню жорстокого поводження з тваринами[1][3][7].

## Історія боротьби з весняним полюванням
До кінця XIX століття весняне полювання на птахів в Російській імперії було суворо заборонене. Воно було дозволене лише в 1892 р. Законом про полювання. Активну роботу проти весняного полювання відразу після прийняття цього Закону почав проводити російський мисливствознавець С. О. Бутурлін. Проти весняного полювання ним було опубліковано понад 10 статей. Його підтримував і російський природоохоронець, професор Г. О. Кожевніков. Другий Всеросійський з'їзд мисливців, що зібрався в Москві в 1909 р., висловився більшістю голосів категорично проти весняного полювання. У Радянській Україні, завдяки діяльності відомого природоохоронця і орнітолога, професора В. Г. Аверіна, весняне полювання було заборонено в 1926 р. У цьому ж році весняне полювання було заборонено і в Білорусі. У Криму весняне полювання було заборонено в 1927 р., на Уралі — в 1928 р, в Європейській частині Росії — в 1929 р. В 1956 р. весняне полювання на території СРСР було заборонено в Росії, Україні, Білорусі, Литві, Латвії, Естонії та Молдови. На жаль, під впливом мисливського лобі, весняне полювання, особливо після 1991 р., стало відкриватися в Білорусі, Росії, і була зроблена, на щастя, невдала спроба відродити його в Україні. В даний час екологічні та орнітологічні організації Росії та Білорусі ведуть важку боротьбу за закриття весняного полювання у своїх країнах.

## Ресурси Інтернету
- Проти весняного полювання
- Мисливці проти весняного полювання
- Екологи проти весняного полювання
- Екологи збирають підписи проти відкриття весняного полювання
- Чому весняне полювання на птахів треба закрити